# 中村知
中村 知（なかむら さとる、1893年2月21日 - 1972年3月1日）は、日本のボーイスカウトの黎明期から、第二次世界大戦前の拡大期、戦後の再建期にわたって活躍したボーイスカウト指導者。「ちーやん」の愛称で親しまれた。筆名に東野通義。 
ボーイスカウト日本連盟の功労章である「はと章」「やたがらす章」の受賞者。
『ちーやん夜話集』や多くのスカウトソングの作詞作曲、スカウト運動の基礎となる書籍類の翻訳で知られる。

## 来歴
1893年、愛媛県松山市に生まれる。
1909年、広島高等師範学校（現・広島大学）付属中学校に在学中、当時の校長だった北条時敬より英国ボーイスカウトについての知識を得、生徒同志30名と日本最初のスカウティング集団「城東団」を結成し班長となる。
1917年、東洋協会植民専門学校（現・拓殖大学）朝鮮語学科を卒業。
1922年、京都帝国大学文学部史学科東洋史選科を修了。
1923年、大阪府立高津中学校（現・高津高等学校）歴史科の教諭となる。クラブ活動の一環として「スカウト部」を創設。隊長を務める。（1939年まで）
1929年、第3回世界ジャンボリーに参加。ギルウェル・パークの国際指導者訓練コースを修了。
1939年、「少年団日本連盟」の教務部長に就任。ボーイスカウト指導者の養成を担当する。
1941年、少年団日本連盟が「大日本青少年団」に吸収される。少年部課長、錬成局少年部長を担当。
1949年、広島市立児童図書館の館長に就任。
1950年、ボーイスカウト日本連盟の那須野営場が開設され、場長に就任。
1955年、日本連盟事務局の奉仕部長に就任。
1964年、日本連盟の嘱託となる。
1966年、勲五等瑞宝章を受章。
1972年、死去。享年79。

## 主な翻訳
- 『スカウティング・フォア・ボーイズ』
- 『パトロールシステムと班長への手紙』
- 『ウルフカブス・ハンドブック』
- 『ローバーリング・ツウ・サクセス』